# OpenAIS
OpenAIS ist ein Innovationsprojekt, das von 2015 bis 2018 eine offene Architektur für professionelle Lichtsteuerungen unter IoT erarbeitet hat.
Das Akronym OpenAIS bedeutet „Open Architecture for Intelligent Solid state Lighting“. Das Projekt wurde von der EU im Rahmen des Programms Horizon 2020 gefördert.
Aufbauend auf den Multicast-Möglichkeiten des Internetprotokolls IPv6 und dem REST-Protokoll CoAP hat OpenAIS eine "Open Group Communication" erstellt, mit der die wesentlichen Anforderungen an professionelle Lichtsteuerungsaufgaben erfüllt werden.
Projektteilnehmer waren Philips Licht, Zumtobel, Tridonic, NXP, ARM, Johnson Controls, Dynniq, TU/E und TNO.

## Problemstellung
Die normale Internet-Kommunikation (CoAP oder Http) findet immer zwischen einem Client (dem Endgerät) und einem Server statt, wobei der Client die Verbindung zum Server aufbaut.
Für Lichtsteuerungen agieren die Leuchten als Server und der Lichtschalter als Client. Für geschaltete Gruppen aus Leuchten muss der Lichtschalter nun eine Leuchte nach der anderen ansprechen, um insgesamt Licht zu schalten. Das dauert bei größeren Gruppen auch bei schneller Verbindung in der Regel für den Nutzer zu lange.

## Ergebnis
Die Open Group Comminication erlaubt es, viele Leuchten zugleich anzusprechen, ohne dass dabei zu große Verzögerungen oder zu hoher Datenverkehr entsteht. Die OpenGroup Communication sieht geeignete Maßnahmen vor, die Kollisionen der Empfangsbestätigungen verhindern, und die es möglich machen, die maximal benützte Bandbreite auch bei mehreren Gruppenbefehlen knapp hintereinander festzulegen. Das ist besonders für manuelles Dimmen in Funksystemen essentiell.
Die von OpenAIS erarbeiteten und vorgeschlagenen Objektmodelle und API's sind bei der Open Mobile Association publiziert und registriert, und damit öffentlich zugänglich.
Das Architekturdokument ist auf der Projektseite öffentlich zugänglich (englischer Text) und enthält als Anhang die Objet- und API-Definitionen.

Wichtige Projektunterlagen sind ebenfalls in der CORDIS-Datenbank der EU zugänglich, der Abschlussbericht und die damit verbundenen Dokumente sind allerdings derzeit (Oktober 2018) noch nicht online.
Die LWM2M Objektdefinitionen sind standardisiert und öffentlich in der LWM2M Object registry zugänglich und offen nutzbar (Objekte 3387 bis 3406).

## Sicherheit
OpenAIS verlangt, dass der Inhalt aller Nachrichten verschlüsselt wird. Nach dem von der IETF vorgeschlagenen OSCORE Verfahren, das derzeit (Oktober 2018) noch nicht als FC verabschiedet wurde, wird sichergestellt, dass andere Nutzer im selben Netzwerk die Kommunikation nicht auswerten können und damit auch die in der Regel schlechter schützbaren Leuchten nicht als Eintrittstor zum Hacken eines Netzwerks benutzen können.
Die Verfahren zur gemeinsamen Verschlüsselung von Gruppennachrichten sind derzeit (Oktober 2018) noch in Diskussion bei der IETF mit dem Ziel, eine sinnvolle Balance zwischen Verarbeitungsgeschwindigkeit und Sicherheit einzustellen.

## Pilotprojekt
Das Projektteam hat als Demonstration der Funktion in Eindhoven im Bürogebäude eines Kunden eine Installation mit über 400 Leuchten mit Lichtsteuerung auf Basis der entwickelten Technik durchgeführt und vier Monate lang betrieben.
Die zum Schluss erreichte Qualität des Ergebnisses zeigt, dass auch große Beleuchtungsanlagen mit gemischten IP-Systemen (LAN und Funk) realisierbar sind.